# Морська арбітражна комісія при Торгово-промисловій палаті України

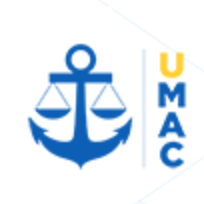
Логотип МАК

Морська арбітражна комісія (МАК) (англ. - Maritime Arbitration Commission (UMAC) при Торгово-промисловій палаті України — самостійна постійно діюча арбітражна установа (третейський суд), що здійснює свою діяльність згідно із Законом України «Про міжнародний комерційний арбітраж».
MAC є незалежним та самостійним постійно діючим арбітражним інститутом. Діяльність МАК охоплює як безпосередньо міжнародний комерційний арбітраж, так і медіацію. 
Звернення до МАК можливо у випадку внесення сторонами у договір відповідного арбітражного застереженя або укладання окремої арбітражної угоди.

## Історія
МАК була утворена у 1994 році для розгляду спорів, що виникають у сфері торівельного мореплавства. 

## Правовий статус
Правовий статус МАК та організація діяльності визначаються:
- Законом України «Про міжнародний комерційний арбітраж» від 24 лютого 1994 року;
- Положенням про Морської арбітражної комісії при ТПП України;
- Регламентом Морської арбітражної комісії при Торгово-промисловій палаті України[2].

## Арбітражне застереження
Рекомендованим арбітражним застереженням МАК є: 
"Усі спори, розбіжності чи вимоги, які виникають із цього договору або у зв’язку з ним, у тому числі щодо його укладення, тлумачення, виконання, порушення, припинення чи недійсності, підлягають вирішенню у Морській арбітражній комісії при Торгово-промисловій палаті України згідно з її Регламентом."
Крім того, сторони можуть визначити:
- матеріальне право, яким регулюватиметься їхній договір;
- кількість арбітрів які будуть розглядати спір (один чи три);
- місце проведення арбітражу;
- мову арбітражного розгляду.

## Структура
Діючим Головою МАК є Микола Федосович Селівон
Рекомендаційний список арбітрів МАК затверджується Президією ТПП України за поданням Президії МАК строком на 5 років.
Арбітрами МАК можуть бути як громадяни України, так і громадяни інших держав та особи без громадянства. Основними вимогами до арбітрів МАК є:
- володіння необхідними спеціальними знаннями у галузі вирішення спорів, віднесених до компетенції МАК;
- відповідають високим морально-етичним вимогам.

Наразі у Рекомендаційному списку МАК 30 арбітрів.